# Lazy Line Painter Jane
Lazy Line Painter Jane är Belle and Sebastians andra EP, släppt 28 juli 1997 på Jeepster Records. På titelspåret medverkar Monica Queen som gästsångare.
EP:n finns även inkluderad i Push Barman to Open Old Wounds.

## Låtlista
1. "Lazy Line Painter Jane" – 5:50
2. "You Made Me Forget My Dreams" – 3:52
3. "Photo Jenny" – 3:15
4. "A Century of Elvis" – 4:29